# Hèlice de maniobra

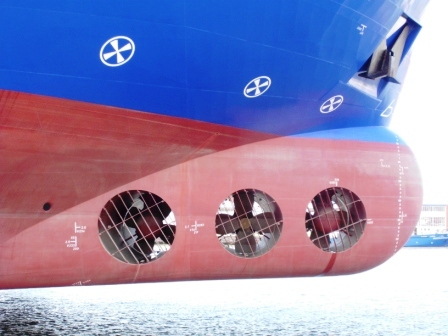
Un vaixell equipat amb propulsors de túnel, marcat pels símbols x encerclats (x) per sobre de la línia d'aigua

L'hèlix de maniobra, propulsor de maniobra (o també hèlix de proa) és un dispositiu d'impulsió transversal incorporat, o muntat a, ja sigui a proa o a popa, d'un vaixell per fer-lo més maniobrable. Els propulsors de proa permeten atracar amb més fàcilitat, ja que permeten al capità girar l'embarcació cap a babord o cap a estribord, sense utilitzar el mecanisme principal de propulsió que requereix una mica de moviment endavant per poder maniobrar; l'efectivitat d'un propulsor de maniobra es redueix en qualsevol moviment cap endavant per raó de l'efecte Coandă. Un propulsor de popa té el mateix principi, però muntat a la popa. Els vaixells grans poden tenir diversos propulsors de proa i de popa.

## Propulsor de túnel

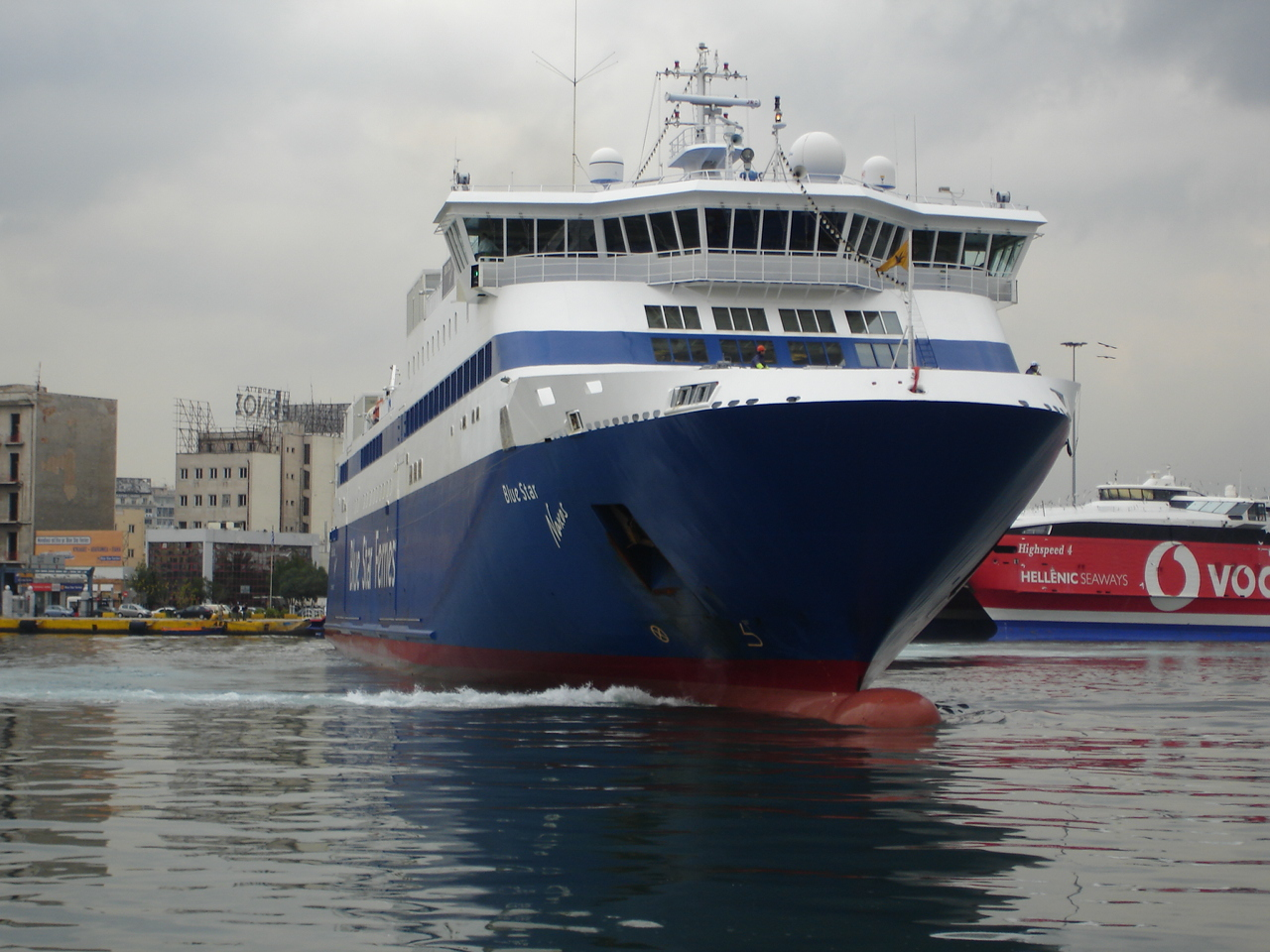
Un propulsor de proa en acció. Fixeu-vos en el raig d'aigua transversal.

Els vaixells grans solen tenir un o més propulsors de túnels incorporats a la proa, per sota de la línia d'aigua. Un impulsor al túnel pot crear empenta en qualsevol direcció que fa que el vaixell giri. La majoria dels propulsors túnels són impulsats per motors elèctrics, però alguns funcionen hidràulicament. Aquests propulsors de proa, també coneguts com a propulsors de túnel, poden permetre que el vaixell atraqui sense l'ajuda de remolcadors, estalviant els costos d'aquest servei. Els vaixells equipats amb propulsors de túnel tenen normalment un rètol marcat per sobre de la línia de flotació de cada propulsor a banda i banda, com una creu dins d'un cercle vermell: (x).
Els propulsors de túnel augmenten la resistència del vaixell al moviment cap endavant dins de l'aigua, però es pot pal·liar mitjançant una correcció de l'obertura del túnel cap a popa. Els operadors del vaixell han de tenir cura d'evitar la interacció del túnel i de la hèlice motriu, ja sigui mitjançant l'ús d'una reixa de protecció o netejant be el túnel. Durant el disseny del vaixell, és important determinar si al sortir el túnel per sobre de la superfície de l'aigua pot ser freqüent amb onades grosses. L'acció del túnel pot afectar el funcionament del propulsor principal.

## Propulsors de proa externs

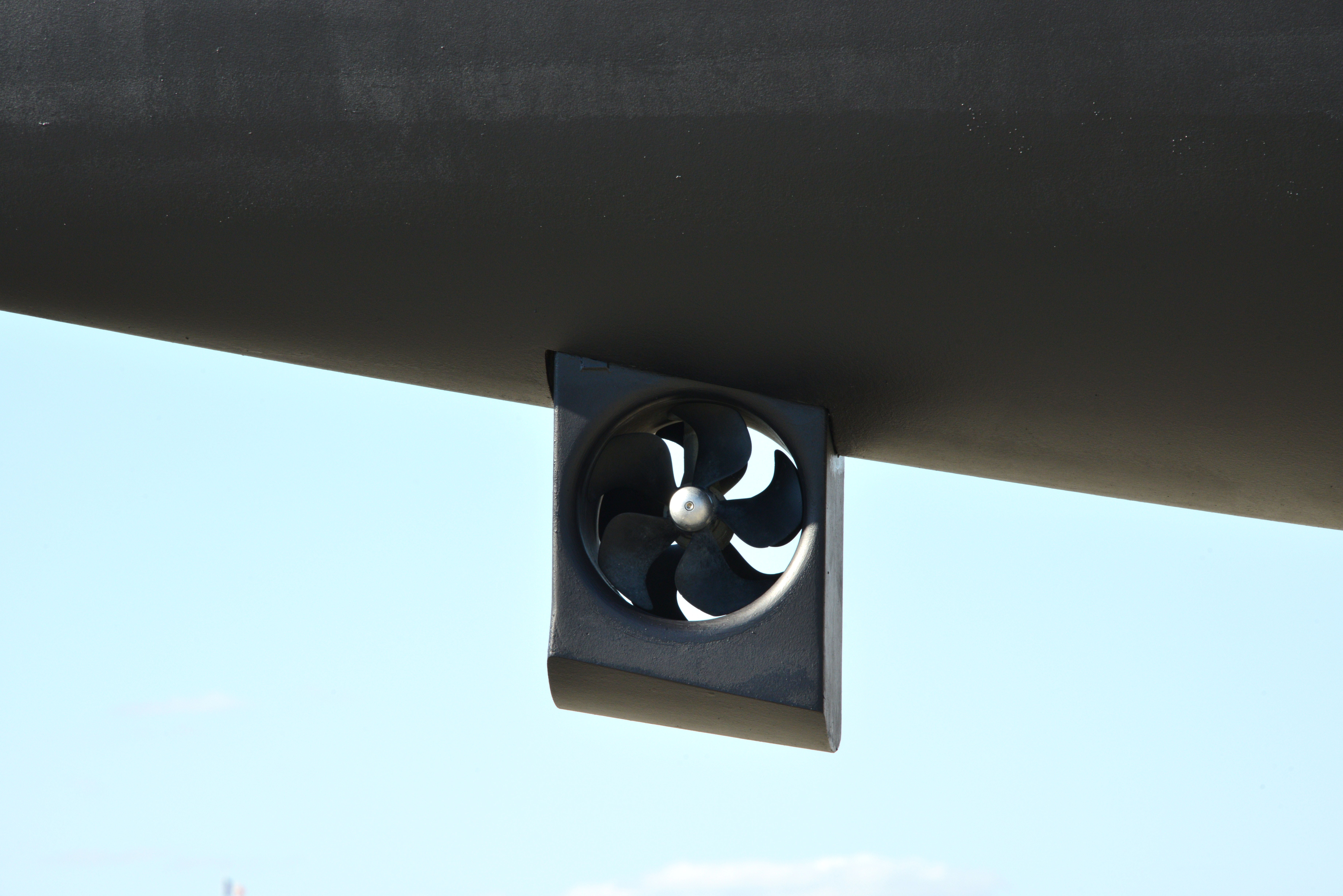
Una hèlix de proa retràctil sota la part davantera d'un veler

En lloc d'un propulsor de túnels, els vaixells de 9 a 24 m de longitud de 30 a 80 peus poden tenir un propulsor de proa muntat externament. Com el seu nom indica, un propulsor extern de proa s'uneix a la proa, fent-lo adequat per a embarcacions on sigui impossible o indesitjable instal·lar un propulsor de túnels, a causa de la forma del buc o del seu equipament. Els propulsors de proa muntats externament tenen una o més hèlixs impulsades per un petit motor elèctric reversible que proporciona empenta en qualsevol direcció. El control afegit que proporciona un propulsor de proa ajuda al capità a evitar accidents mentre atraquen.

## Propulsors de raig d'aigua (waterjet)
Un propulsor a raig d'aigua (waterjet) és un tipus especial de propulsor de proa que utilitza un dispositiu de bombament en lloc d'una hèlix convencional. L'aigua es descarrega a través de broquets especialment dissenyats que augmenten la velocitat del raig de sortida. propulsor a raig d'aigua, generalment tenen l'avantatge de penetracions més petites del buc per un propulsor de mida equivalent. A més a més, la major velocitat de sortida de l'aigua augmenta l'eficiència relativa a mesura que augmenten les velocitat de desplaçament o els corrents, en comparació amb els propulsors de túnel estàndards. Es poden configurar alguns propulsors de proa de raig d'aigua que ofereixen propulsió auxiliar endavant i a popa, o fins i tot una propulsió completa de 360 graus.